# Complexo Ons - O Grove
Complexo Ons - O Grove este o arie protejată (arie specială de conservare — SAC, sit de importanță comunitară — SCI) din Spania întinsă pe o suprafață de 7.606,64 ha, din care 74 % marine.

## Localizare
Centrul sitului Complexo Ons - O Grove este situat la coordonatele 42°22′55″N 8°54′36″W / 42.382°N 8.9099°V.

## Înființare
Situl Complexo Ons - O Grove a fost declarat sit de importanță comunitară în decembrie 1997 pentru a proteja 1 specie de plante și 64 de specii de animale. Situl a fost protejat și ca arie specială de conservare în martie 2014.

## Biodiversitate
Situată în ecoregiunile atlantică și marină Atlantică, aria protejată conține 32 de habitate naturale: Salicornia și alte specii anuale care populează regiunile mlăștinoase și nisipoase, Bancuri de nisip acoperite în permanență slab de apă marină, Vegetație anuală la limita mareei, Recifuri, Pajiști uscate europene, Fânețe de joasă altitudine (Alopecurus pratensis, Sanguisorba officinalis), Pante stâncoase silicioase cu vegetație casmofită, Depresiuni intradunale umede, Pajiști cu Molinia pe soluri calcaroase, turboase sau argilos-nămoloase (Molinion caeruleae), Dune mobile de-a lungul țărmului cu Ammophila arenaria („dune albe”), Peșteri inaccesibile publicului, Pseudostepă cu ierburi și specii anuale de Thero-Brachypodietea, Dune cu tufărișuri sclerofile Cisto-Lavenduletalia, Cursuri de apă de la nivel de câmpie la nivel montan, cu vegetație Ranunculion fluitantis și Callitricho-Batrachion, Liziere de ierburi înalte hidrofile de câmpie și de nivel montan până la alpin, Păduri aluvionare cu Alnus glutinosa și Fraxinus excelsior (Alno-Padion, Alnion incanae, Salicion albae), Peșteri marine scufundate complet sau parțial, Terase mlăștinoase și terase nisipoase neacoperite de apă la reflux, Faleze cu vegetație de pe coastele atlantice și baltice, Dune cu vegetație ierboasă Malcolmietalia, Lagune de coastă, Pajiști umede mediteraneene cu ierburi înalte de Molinio-Holoschoenion, Dune de coastă fixe cu vegetație erbacee („dune gri”), Lacuri eutrofice naturale cu vegetație de tip Magnopotamion sau Hydrocharition, Estuare, Golfuri mici largi și golfuri puțin adânci, Dune mobile cu vegetație embrionară, Tufărișuri halofile mediteraneene și termo-atlantice (Sarcocornetea fruticosi), Mlaștini calcaroase cu Cladium mariscus și specii de Caricion davallianae, Pășuni atlantice udate de apa mării (Glauco-Puccinellietalia maritimae), Roci stâncoase cu vegetație pionieră de Sedo-Scleranthion sau Sedo albi-Veronicion dillenii, Pajiștile Spartina (Spartinion maritimae).
La baza desemnării sitului se află mai multe specii protejate:
- plante (1): Rumex rupestris
- păsări (48): rață sulițar (Anas acuta), rață lingurar (Anas clypeata), rață pitică (Anas crecca), rață fluierătoare (Anas penelope), rață mare (Anas platyrhynchos), rață pestriță (Anas strepera), stârc cenușiu (Ardea cinerea), stârc roșu (Ardea purpurea), fugaci de țărm (Calidris alpina), fugaci roșcat (Calidris ferruginea), Calonectris diomedea, caprimulg (Caprimulgus europaeus), prundaș gulerat mare (Charadrius hiaticula), chirighiță neagră (Chlidonias niger), erete vânăt (Circus cyaneus), egretă mică (Egretta garzetta), șoim de iarnă (Falco columbarius), șoim călător (Falco peregrinus), lișiță (Fulica atra), cufundar polar (Gavia arctica), cufundar mare (Gavia immer), scoicar (Haematopus ostralegus), Hydrobates pelagicus, pescăruș-cu-cap-negru (Larus melanocephalus), Larus michahellis, sitar de mal nordic (Limosa lapponica), sitar de mâl (Limosa limosa), ciocârlie de pădure (Lullula arborea), culic mare (Numenius arquata), Phalacrocorax aristotelis, cormoran mare (Phalacrocorax carbo), Phalacrocorax carbo sinensis, bătăuș (Philomachus pugnax), codroșul de pădure (Phoenicurus phoenicurus), lopătar (Platalea leucorodia), ploier auriu (Pluvialis apricaria), ploier argintiu (Pluvialis squatarola), cresteț pestriț (Porzana porzana), Puffinus puffinus mauretanicus, Pyrrhocorax pyrrhocorax, chiră mică (Sterna albifrons), chiră de baltă (Sterna hirundo), chiră de mare (Sterna sandvicensis), turturică (Streptopelia turtur), silvie de tufiș (Sylvia undata), fluierar cu picioare verzi (Tringa nebularia), fluierarul cu picioare roșii (Tringa totanus), Uria aalge
- amfibieni (1): Discoglossus galganoi
- mamifere (6): vidră de râu (Lutra lutra), liliac comun (Myotis myotis), marsuin (Phocoena phocoena), liliacul mare cu potcoavă (Rhinolophus ferrumequinum), liliacul mic cu potcoavă (Rhinolophus hipposideros), delfin mare (Tursiops truncatus)
- nevertebrate (3): Coenagrion mercuriale, fluturele auriu (Euphydryas aurinia), Oxygastra curtisii
- pești (5): Achondrostoma arcasii, Alosa fallax, Petromyzon marinus, Pseudochondrostoma duriense, somonul (Salmo salar)
- reptile (1): Lacerta schreiberi

Pe lângă speciile protejate, pe teritoriul sitului au mai fost identificate 14 specii de plante, 3 specii de păsări, 1 specie de amfibieni, 3 specii de reptile.